# Llista d'asteroides/118701–118800
| Nom                  | Designació provisional | Data de descobriment | Lloc de descobriment | Descobridor/s          |
| -------------------- | ---------------------- | -------------------- | -------------------- | ---------------------- |
| 118701 -             | 2000 OW59              | 29 de juliol, 2000   | Anderson Mesa        | LONEOS                 |
| 118702 -             | 2000 OM67              | 31 de juliol, 2000   | Cerro Tololo         | M. W. Buie, S. D. Kern |
| 118703 -             | 2000 PJ8               | 4 d'agost, 2000      | Socorro              | LINEAR                 |
| 118704 -             | 2000 PK10              | 1 d'agost, 2000      | Socorro              | LINEAR                 |
| 118705 -             | 2000 PJ16              | 1 d'agost, 2000      | Socorro              | LINEAR                 |
| 118706 -             | 2000 PL17              | 1 d'agost, 2000      | Socorro              | LINEAR                 |
| 118707 -             | 2000 PC20              | 1 d'agost, 2000      | Socorro              | LINEAR                 |
| 118708 -             | 2000 PO21              | 1 d'agost, 2000      | Socorro              | LINEAR                 |
| 118709 -             | 2000 QS5               | 24 d'agost, 2000     | Socorro              | LINEAR                 |
| 118710 -             | 2000 QN12              | 24 d'agost, 2000     | Socorro              | LINEAR                 |
| 118711 -             | 2000 QT15              | 24 d'agost, 2000     | Socorro              | LINEAR                 |
| 118712 -             | 2000 QU16              | 24 d'agost, 2000     | Socorro              | LINEAR                 |
| 118713 -             | 2000 QY22              | 25 d'agost, 2000     | Socorro              | LINEAR                 |
| 118714 -             | 2000 QF27              | 24 d'agost, 2000     | Socorro              | LINEAR                 |
| 118715 -             | 2000 QW35              | 24 d'agost, 2000     | Socorro              | LINEAR                 |
| 118716 -             | 2000 QR46              | 24 d'agost, 2000     | Socorro              | LINEAR                 |
| 118717 -             | 2000 QK48              | 24 d'agost, 2000     | Socorro              | LINEAR                 |
| 118718 -             | 2000 QT49              | 24 d'agost, 2000     | Socorro              | LINEAR                 |
| 118719 -             | 2000 QK55              | 25 d'agost, 2000     | Socorro              | LINEAR                 |
| 118720 -             | 2000 QB58              | 26 d'agost, 2000     | Socorro              | LINEAR                 |
| 118721 -             | 2000 QM63              | 28 d'agost, 2000     | Socorro              | LINEAR                 |
| 118722 -             | 2000 QV64              | 28 d'agost, 2000     | Socorro              | LINEAR                 |
| 118723 -             | 2000 QC79              | 24 d'agost, 2000     | Socorro              | LINEAR                 |
| 118724 -             | 2000 QF79              | 24 d'agost, 2000     | Socorro              | LINEAR                 |
| 118725 -             | 2000 QD82              | 24 d'agost, 2000     | Socorro              | LINEAR                 |
| 118726 -             | 2000 QO85              | 25 d'agost, 2000     | Socorro              | LINEAR                 |
| 118727 -             | 2000 QS89              | 25 d'agost, 2000     | Socorro              | LINEAR                 |
| 118728 -             | 2000 QN93              | 26 d'agost, 2000     | Socorro              | LINEAR                 |
| 118729 -             | 2000 QC95              | 26 d'agost, 2000     | Socorro              | LINEAR                 |
| 118730 -             | 2000 QL100             | 28 d'agost, 2000     | Socorro              | LINEAR                 |
| 118731 -             | 2000 QX115             | 26 d'agost, 2000     | Socorro              | LINEAR                 |
| 118732 -             | 2000 QY123             | 25 d'agost, 2000     | Socorro              | LINEAR                 |
| 118733 -             | 2000 QN125             | 31 d'agost, 2000     | Socorro              | LINEAR                 |
| 118734 -             | 2000 QO126             | 31 d'agost, 2000     | Socorro              | LINEAR                 |
| 118735 -             | 2000 QM129             | 30 d'agost, 2000     | Višnjan Observatory  | K. Korlević            |
| 118736 -             | 2000 QF132             | 26 d'agost, 2000     | Socorro              | LINEAR                 |
| 118737 -             | 2000 QZ132             | 26 d'agost, 2000     | Socorro              | LINEAR                 |
| 118738 -             | 2000 QF134             | 26 d'agost, 2000     | Socorro              | LINEAR                 |
| 118739 -             | 2000 QO135             | 26 d'agost, 2000     | Socorro              | LINEAR                 |
| 118740 -             | 2000 QN137             | 31 d'agost, 2000     | Socorro              | LINEAR                 |
| 118741 -             | 2000 QH141             | 31 d'agost, 2000     | Socorro              | LINEAR                 |
| 118742 -             | 2000 QA145             | 31 d'agost, 2000     | Socorro              | LINEAR                 |
| 118743 -             | 2000 QV146             | 31 d'agost, 2000     | Socorro              | LINEAR                 |
| 118744 -             | 2000 QA155             | 31 d'agost, 2000     | Socorro              | LINEAR                 |
| 118745 -             | 2000 QU155             | 31 d'agost, 2000     | Socorro              | LINEAR                 |
| 118746 -             | 2000 QS156             | 31 d'agost, 2000     | Socorro              | LINEAR                 |
| 118747 -             | 2000 QB162             | 31 d'agost, 2000     | Socorro              | LINEAR                 |
| 118748 -             | 2000 QE164             | 31 d'agost, 2000     | Socorro              | LINEAR                 |
| 118749 -             | 2000 QD171             | 31 d'agost, 2000     | Socorro              | LINEAR                 |
| 118750 -             | 2000 QY171             | 31 d'agost, 2000     | Socorro              | LINEAR                 |
| 118751 -             | 2000 QW178             | 31 d'agost, 2000     | Socorro              | LINEAR                 |
| 118752 -             | 2000 QQ186             | 26 d'agost, 2000     | Socorro              | LINEAR                 |
| 118753 -             | 2000 QP188             | 26 d'agost, 2000     | Socorro              | LINEAR                 |
| 118754 -             | 2000 QA192             | 26 d'agost, 2000     | Socorro              | LINEAR                 |
| 118755 -             | 2000 QT198             | 29 d'agost, 2000     | Socorro              | LINEAR                 |
| 118756 -             | 2000 QK200             | 29 d'agost, 2000     | Socorro              | LINEAR                 |
| 118757 -             | 2000 QE207             | 31 d'agost, 2000     | Socorro              | LINEAR                 |
| 118758 -             | 2000 QZ207             | 31 d'agost, 2000     | Socorro              | LINEAR                 |
| 118759 -             | 2000 QR213             | 31 d'agost, 2000     | Socorro              | LINEAR                 |
| 118760 -             | 2000 QU213             | 31 d'agost, 2000     | Socorro              | LINEAR                 |
| 118761 -             | 2000 QB220             | 21 d'agost, 2000     | Anderson Mesa        | LONEOS                 |
| 118762 -             | 2000 QM222             | 21 d'agost, 2000     | Anderson Mesa        | LONEOS                 |
| 118763 -             | 2000 QU222             | 21 d'agost, 2000     | Anderson Mesa        | LONEOS                 |
| 118764 -             | 2000 QC224             | 26 d'agost, 2000     | Socorro              | LINEAR                 |
| 118765 -             | 2000 QB225             | 29 d'agost, 2000     | Socorro              | LINEAR                 |
| 118766 -             | 2000 QQ229             | 31 d'agost, 2000     | Socorro              | LINEAR                 |
| 118767 -             | 2000 QG230             | 31 d'agost, 2000     | Socorro              | LINEAR                 |
| 118768 Carlosnoriega | 2000 QY233             | 25 d'agost, 2000     | Cerro Tololo         | M. W. Buie             |
| 118769 Olivas        | 2000 QJ249             | 28 d'agost, 2000     | Cerro Tololo         | M. W. Buie             |
| 118770 -             | 2000 RY4               | 1 de setembre, 2000  | Socorro              | LINEAR                 |
| 118771 -             | 2000 RY18              | 1 de setembre, 2000  | Socorro              | LINEAR                 |
| 118772 -             | 2000 RL20              | 1 de setembre, 2000  | Socorro              | LINEAR                 |
| 118773 -             | 2000 RH34              | 1 de setembre, 2000  | Socorro              | LINEAR                 |
| 118774 -             | 2000 RH35              | 1 de setembre, 2000  | Socorro              | LINEAR                 |
| 118775 -             | 2000 RR37              | 3 de setembre, 2000  | Socorro              | LINEAR                 |
| 118776 -             | 2000 RB58              | 7 de setembre, 2000  | Kitt Peak            | Spacewatch             |
| 118777 -             | 2000 RW59              | 7 de setembre, 2000  | Ondřejov             | P. Kušnirák            |
| 118778 -             | 2000 RW62              | 2 de setembre, 2000  | Socorro              | LINEAR                 |
| 118779 -             | 2000 RJ68              | 2 de setembre, 2000  | Socorro              | LINEAR                 |
| 118780 -             | 2000 RM79              | 1 de setembre, 2000  | Socorro              | LINEAR                 |
| 118781 -             | 2000 RN79              | 1 de setembre, 2000  | Socorro              | LINEAR                 |
| 118782 -             | 2000 RP80              | 1 de setembre, 2000  | Socorro              | LINEAR                 |
| 118783 -             | 2000 RJ81              | 1 de setembre, 2000  | Socorro              | LINEAR                 |
| 118784 -             | 2000 RX85              | 2 de setembre, 2000  | Socorro              | LINEAR                 |
| 118785 -             | 2000 RJ90              | 3 de setembre, 2000  | Socorro              | LINEAR                 |
| 118786 -             | 2000 RJ98              | 5 de setembre, 2000  | Anderson Mesa        | LONEOS                 |
| 118787 -             | 2000 RA99              | 5 de setembre, 2000  | Anderson Mesa        | LONEOS                 |
| 118788 -             | 2000 RN99              | 5 de setembre, 2000  | Anderson Mesa        | LONEOS                 |
| 118789 -             | 2000 RM101             | 5 de setembre, 2000  | Anderson Mesa        | LONEOS                 |
| 118790 -             | 2000 RD104             | 6 de setembre, 2000  | Socorro              | LINEAR                 |
| 118791 -             | 2000 SP6               | 21 de setembre, 2000 | Socorro              | LINEAR                 |
| 118792 -             | 2000 SZ14              | 23 de setembre, 2000 | Socorro              | LINEAR                 |
| 118793 -             | 2000 SV26              | 23 de setembre, 2000 | Socorro              | LINEAR                 |
| 118794 -             | 2000 SJ28              | 23 de setembre, 2000 | Socorro              | LINEAR                 |
| 118795 -             | 2000 SO29              | 24 de setembre, 2000 | Socorro              | LINEAR                 |
| 118796 -             | 2000 SE30              | 24 de setembre, 2000 | Socorro              | LINEAR                 |
| 118797 -             | 2000 SU31              | 24 de setembre, 2000 | Socorro              | LINEAR                 |
| 118798 -             | 2000 SR32              | 24 de setembre, 2000 | Socorro              | LINEAR                 |
| 118799 -             | 2000 SQ35              | 24 de setembre, 2000 | Socorro              | LINEAR                 |
| 118800 -             | 2000 SC41              | 24 de setembre, 2000 | Socorro              | LINEAR                 |